# Freesia alba
Freesia alba är en irisväxtart som först beskrevs av G.L.Mey., och fick sitt nu gällande namn av Gumbl. Freesia alba ingår i släktet Freesia och familjen irisväxter. Inga underarter finns listade i Catalogue of Life.

## Bildgalleri

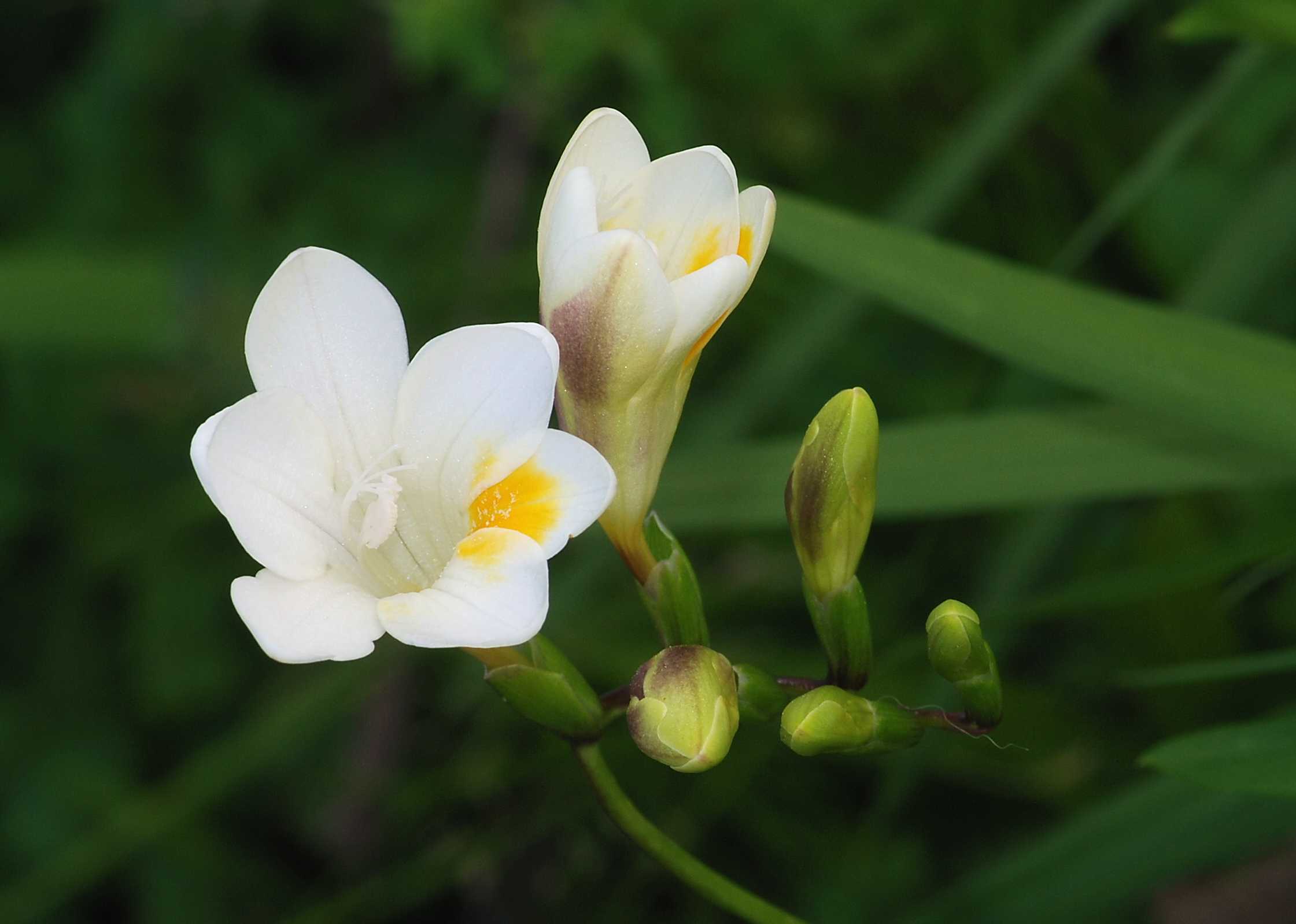